# Грабовик

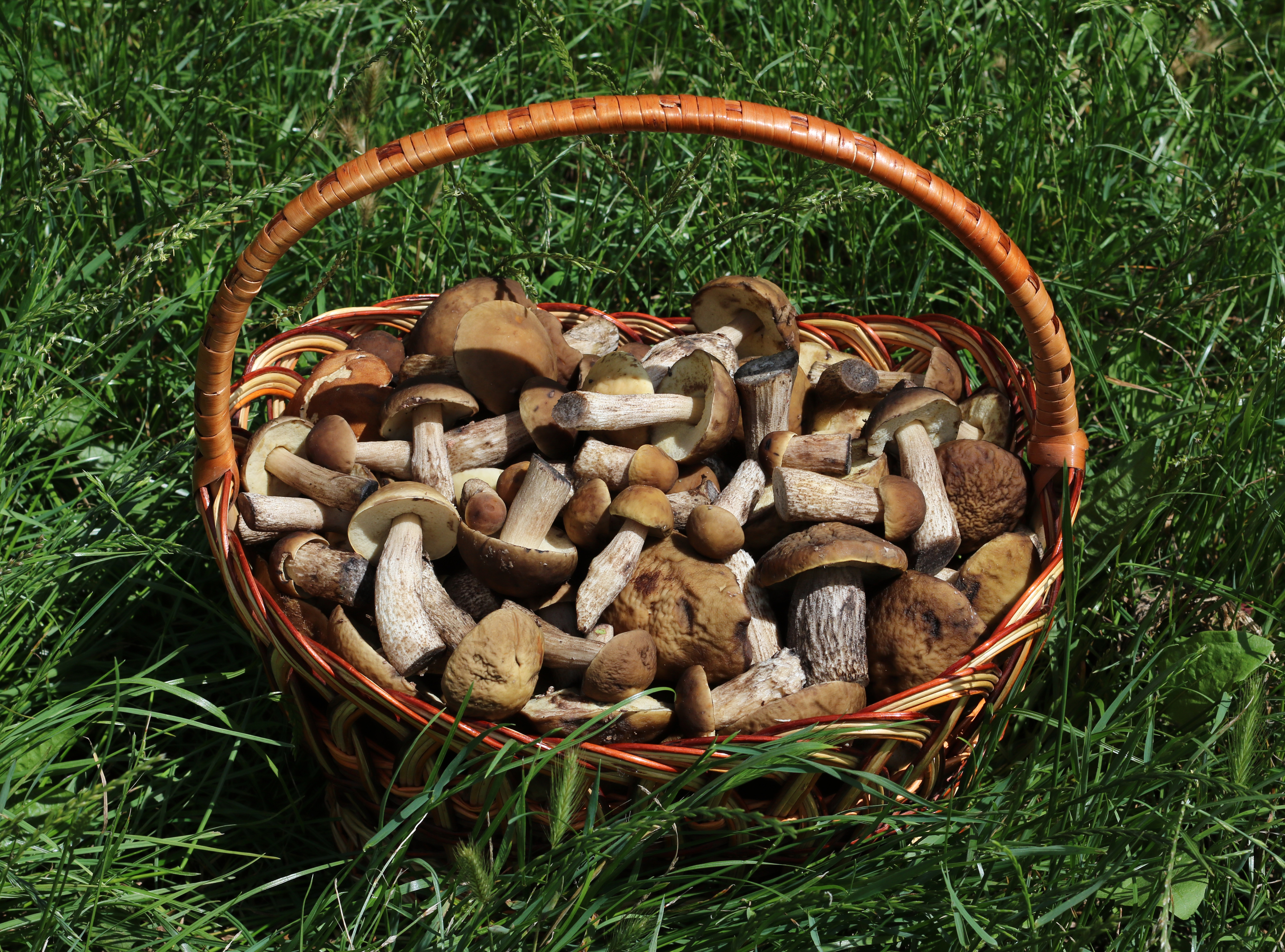
Грабовик

Грабовик (Leccinum carpini) — вид базидіомікотових грибів родини болетові (Boletaceae). Це їстівний смачний гриб, що утворює мікоризу із грабом (іноді з ліщиною, тополею або березою), звідси і його назва. Інші назви — обабок грабовий, підграбовик. Від інших підберезників менше цінується через малу щільність м'якоті, що не забезпечує тривале зберігання. Часто ушкоджується личинками.

## Опис
Шапинка діаметром 14 см. Шапинка молодого гриба має форму півкулі з підверненими краями. Пізніше шапинка стає подушкоподібна. Поверхня нерівна, оксамитова, злегка зморшкувата. Шапинка має маслиново-буре або коричнево-сіре забарвлення. У зрілих грибів шкірочка можу зморщуватися, оголюючи при цьому м'якоть і пористий шар. Трубочки м'які, трохи водянисті, вузькі. Пори кутасто-округлої форми, невеликі, білуваті або піщано-сірі.
Ніжка циліндрична, біля основи — булавоподібна, потовщена, заввишки до 13 см, завтовшки до 4 см. Верхня частина — оливково-сіра, нижня — бурувата, з лусочками, які змінюють забарвлення від білого до жовтуватого й темно-бурого забарвлення.
М’якоть м'яка, білого кольору. У зрілих грибів м'якоть тверда. На зрізі м'якоть набуває рожево-фіолетового відтінку, потім стає сірого.

## Використання
Гриб придатний для вживання у сушеному, вареному, маринованому, солоному й смаженому вигляді.